# Communauté de communes Villers-Bocage Intercom
La communauté de communes Villers-Bocage Intercom  est une ancienne communauté de communes française, située dans le département du Calvados et la région Normandie.

## Historique
La communauté de communes est créée le 12 décembre 2003, groupant vingt-sept communes.
Le 1er janvier 2016, les communes de Banneville-sur-Ajon et Saint-Agnan-le-Malherbe sont intégrées au sein de la commune nouvelle de  Malherbe-sur-Ajon.
Le 1er janvier 2016, les communes de Noyers-Bocage et Missy sont intégrées au sein de la commune nouvelle de  Noyers-Missy.
Le 1er janvier 2017, elle fusionne avec la communauté de communes Aunay-Caumont-Intercom pour donner naissance à la communauté de communes Pré-Bocage Intercom.

## Composition
Elle était composée des vingt-cinq communes suivantes au 1er janvier 2016 :
| Nom                     | Code Insee | Gentilé        | Superficie (km2) | Population (dernière pop. légale) | Densité (hab./km2) |
| ----------------------- | ---------- | -------------- | ---------------- | --------------------------------- | ------------------ |
| Villers-Bocage (siège)  | 14752      | Villersois     | 5,76             | 3 099 (2014)                      | 538                |
| Amayé-sur-Seulles       | 14007      | Amayéens       | 5,62             | 209 (2014)                        | 37                 |
| Anctoville              | 14011      | Anctovillais   | 17,48            | 432 (2021)                        | 25                 |
| Bonnemaison             | 14084      | Bonnemaisonais | 8,40             | 398 (2014)                        | 47                 |
| Courvaudon              | 14195      | Courvaudonais  | 9,53             | 220 (2014)                        | 23                 |
| Épinay-sur-Odon         | 14241      | Épinois        | 11,58            | 642 (2014)                        | 55                 |
| Hottot-les-Bagues       | 14336      | Hottotais      | 8,39             | 482 (2014)                        | 57                 |
| Landes-sur-Ajon         | 14353      | Landais        | 6,00             | 406 (2014)                        | 68                 |
| Lingèvres               | 14364      |                | 14,46            | 476 (2014)                        | 33                 |
| Le Locheur              | 14373      |                | 3,68             | 253 (2021)                        | 69                 |
| Longraye                | 14376      |                | 6,59             | 195 (2021)                        | 30                 |
| Longvillers             | 14379      | Longvillois    | 6,65             | 366 (2014)                        | 55                 |
| Maisoncelles-Pelvey     | 14389      |                | 5,40             | 263 (2014)                        | 49                 |
| Maisoncelles-sur-Ajon   | 14390      | Maisoncellois  | 4,24             | 194 (2014)                        | 46                 |
| Malherbe-sur-Ajon       | 14037      |                | 11,77            | 513 (2014)                        | 44                 |
| Le Mesnil-au-Grain      | 14412      |                | 4,30             | 69 (2014)                         | 16                 |
| Monts-en-Bessin         | 14449      |                | 7,16             | 419 (2014)                        | 59                 |
| Noyers-Missy            | 14475      |                | 13,93            | 1 643 (2014)                      | 118                |
| Parfouru-sur-Odon       | 14491      | Parfourutins   | 3,65             | 196 (2014)                        | 54                 |
| Saint-Germain-d'Ectot   | 14581      |                | 4,97             | 313 (2021)                        | 63                 |
| Saint-Louet-sur-Seulles | 14607      |                | 4,33             | 154 (2014)                        | 36                 |
| Torteval-Quesnay        | 14695      |                | 16,96            | 336 (2021)                        | 20                 |
| Tournay-sur-Odon        | 14702      |                | 6,93             | 347 (2021)                        | 50                 |
| Tracy-Bocage            | 14708      |                | 5,24             | 311 (2014)                        | 59                 |
| Villy-Bocage            | 14760      | Villyssois     | 11,39            | 799 (2014)                        | 70                 |

## Compétences

### Obligatoires
- Aménagement de l'espace
  - Élaboration et suivi d’un schéma de cohérence territoriale (SCOT) et des schémas de secteur, aménagement rural, zones d’aménagement concerté (ZAC) d’intérêt communautaire
  - Élaboration d’une charte de pays, approbation de celle-ci et suivi dans le cadre de la procédure de contractualisation avec l’État et la région
  - Exercice du droit de préemption dans le cadre d’opérations relevant exclusivement de l’une des compétences de la communauté de communes
  - Plus généralement, la communauté de communes mène toute étude concourant à l’aménagement de l’espace communautaire, notamment par la mise en œuvre d’études et d’actions contractuelles dans le cadre de politiques partenariales
- Développement économique
  - Création, aménagement, entretien et gestion de zones d’activité industrielle, commerciale, tertiaire, artisanale ou touristique d’intérêt communautaire. Toutes les zones existantes et futures sont d’intérêt communautaire. La communauté de communes exerce sur ces zones toute maîtrise d’ouvrage, aussi bien en matière de bâtiments que de viabilité et réseaux divers, et procède à tous les achats, locations, mises à disposition et ventes
  - Actions de développement économique. La communauté de communes mène toute action favorisant l’accueil d’entreprises sur son territoire, notamment dans :
    - l’achat de réserves foncières
    - l’installation de pépinières d’entreprises
    - la création d’ateliers-relais
    - la participation à la plate-forme d’initiative locale par l’adhésion à l’association Calvados Création
    - elle mène toute action ayant pour but de favoriser le maintien, l’extension ou l’accueil d’activités commerciales ou artisanales et de services
    - elle soutient la création, le maintien, le développement de l’agriculture sur le territoire communautaire par tous moyens, dans les conditions fixées par les textes en vigueur, notamment par l’accueil d’activités paraagricoles dans les zones d’activité d’intérêt communautaire.
    - elle est compétente pour assurer la création et la gestion des cellules-emplois existantes sur son territoire.
    - elle participe à la définition d’une politique touristique globale sur l’ensemble du Pré-Bocage
    - elle participe au financement d’un office de tourisme sur le territoire du Pré-Bocage

### Optionnelles
- Protection et mise en valeur de l’environnement - dans ce cadre, assainissement, environnement, ordures ménagères, collecte sélective, sentiers de randonnée et cours d’eau
- Politique du logement et du cadre de vie - à ce titre, opérations d’intérêt communautaire en faveur des personnes défavorisées et dispositifs d’accueil de la petite enfance
- Création ou aménagement et entretien de la voirie d’intérêt communautaire - la communauté de communes mène toute étude en vue de définir un réseau de voirie d’intérêt communautaire et de mesurer l’opportunité d’exercer cette compétence
- Construction, entretien et fonctionnement des équipements scolaires élémentaires et préélémentaires, des équipements culturels, sportifs et de loisirs - la communauté de communes mène toute étude en vue de mesurer l’opportunité d’exercice de la compétence scolaire élémentaire et préélémentaire. Elle exerce la compétence pour les activités culturelles, sportives et de loisirs d’intérêt communautaire

## Administration
| Période       | Période       | Identité      | Étiquette | Qualité                 |
| ------------- | ------------- | ------------- | --------- | ----------------------- |
| décembre 2003 | janvier 2011  | Xavier Lebrun | DVD       | Maire de Villers-Bocage |
| janvier 2011  | décembre 2016 | Gérard Leguay |           | Maire d'Anctoville      |